# John Davidson Godman
Pour les articles homonymes, voir Godman.
John Davidson Godman est un naturaliste et un anatomiste américain, né le 20 décembre 1794 à Annapolis et mort le 17 avril 1830 à Germantown.

## Biographie
Fils du capitaine Samuel Godman et d’Anna née Henderson, il obtient son doctorat de médecine à l’université du Maryland en 1818. Il se marie avec Angelica Kauffman Peale le 6 octobre 1821. Il exerce d’abord la médecine à New Holland en Pennsylvanie avant de s’installer dans un village près de Baltimore.
Il donne des cours d’anatomie et de physiologie à Philadelphie. Il devient ensuite professeur de chirurgie à l’école de médecine de l’Ohio à Cincinnati. Il dirige ensuite l’école d’anatomie de Philadelphie avant d’enseigner l’anatomie à l’école de médecine Rutgers de New York. Il se retire à Germantown en Pennsylvanie.
Il dirige les premiers numéros de la revue Quarterly Reports of Medical, Surgical and Natural Science (1822) qui est la première revue de médecine paraissant à l’ouest des montagnes Allegheny. Il est notamment l’auteur d’Anatomical Investigations (1824), American Natural History (trois volumes, 1826-1828) et Rambles of a Naturalist (1833).